# 火之呼喚
火之呼喚（日語：ロジクライ），是日本純種競賽馬匹。生涯活躍於一哩賽事，曾勝出新山紀念及富士錦標。

## 出賽前
2013年2月22日出生於北海道安平町北部牧場，在成長途中被馬主久米田正明以4095萬日圓購入，其後交由栗東訓練中心練馬師須貝尚介訓練。

## 競賽生涯

### 2歲
2015年9月12日出戰阪神競馬場2歲新馬戰，比賽途中維持在先頭位置逐步推進，但在直路想未能壓制對手取得第三。
其後出戰2歲未勝利戰，繼續採用先行戰術下在直路失速後退，最終僅跑獲第六。
11月再度出戰2歲未勝利戰，本次比賽保持在馬群中央約莫第五的位置，在直路想稍為加速推進下成功進入狀態，最終以1 3/4馬位取得首勝。
年末選擇出戰條件戰千兩賞，本次比賽維持在先頭第四附近的位置，可惜在直路想略顯均速未能衝刺，最終以第四落敗。

### 3歲
2016年選擇以新山紀念作為首戰，賽前因實績平平僅取得第八人氣。比賽開始後，其繼續以一貫的先行戰術保持在前方位置，面對平穩的步速下緊守自己的位置。進入直路後，其迅速在中檔位置展開加速並逐步透出，最終成功阻止進擊的Jeweler，以頸位優勢取得首個分級賽冠軍。

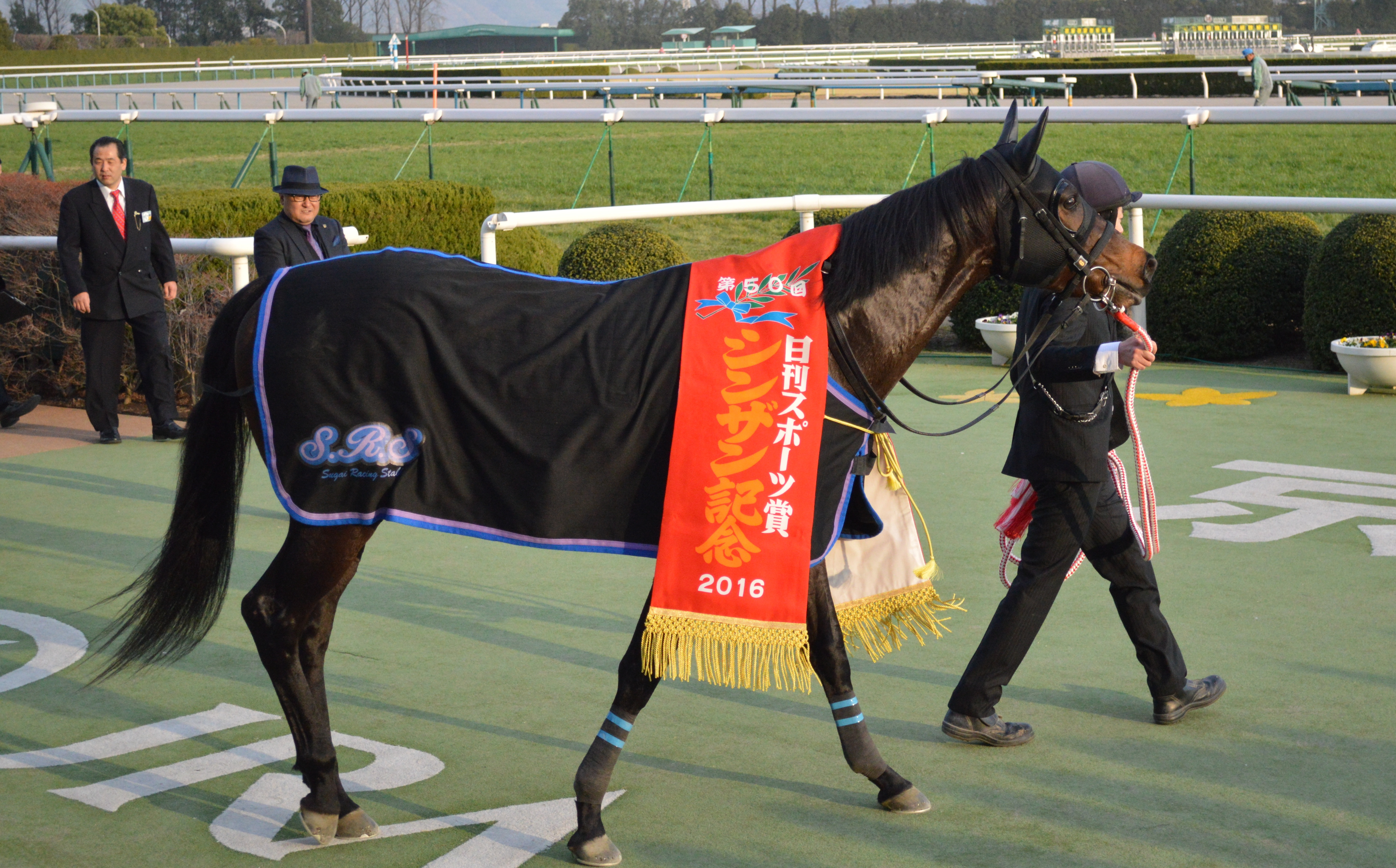
新山紀念頒獎儀式

贏得新山紀念後原定以春季錦標作為下一步，但左前腳出現疼痛下避戰，其後更被查出為重度骨折而需要休養。

### 4歲
2017年12月17日復出出戰條件戰元町錦標，但狀態未完全回復下僅以第七作結。

### 5歲
2018年年初繼續以條件戰作為目標，於新春錦標取得第二後，隨即在節分錦標以一放到底的姿態取得勝利，隨後的公開賽六甲錦標亦輕鬆取勝。
4月22日出戰久違的分級賽讀賣盃，在比賽途中嘗試以領放方式推進，然而在直路上急劇失速下最終以第七落敗。
3個月後出戰中京紀念，本次比賽放棄領放，保持在先頭第四的位置下逐步推進。進入直路後，其於中內欄位置逐步向前推進，雖然一度表現出不俗的走勢，但仍然被外檔迅速爬升的大倫敦超越以第二完賽。
進入秋季後以京成盃秋季讓賽作為目標，維持在中團靠前位置推進下在彎道處逐步發力，可惜被Mikki Glory及One to One壓制下取得第三。
10月緊接出戰富士錦標，比賽初段跟隨領放馬馬國之巔推進，在彎道處經已開始發力。進入直路後，其輕鬆取代失速的對手順利透出，繼續拉開後方位置下成功以2馬位優勢擊敗One to One，同時以1分31.7秒的完賽時間打破紀錄。
其後進軍一級賽一哩冠軍賽，然而在直路上完全未能保持走勢，不斷被追過下以第十四大敗。

### 6歲
2019年首戰為東京新聞盃，但在其中未能發揮實力取得第九。
2月縮程前往阪急盃，一反常態選擇居中戰術下在直路上展現不俗的加速力，最終僅敗於醒目奧丁及唐吉快跑取得第三。
其後選擇繼續挑戰短途賽事並出戰高松宮紀念，但最終僅跑獲第八的戰績。
5月11日回歸一哩戰績以京王盃春季盃作為目標，選擇先行戰術下一直維持在第三的位置，在比賽途中亦能維持穩定的走勢，可惜在直路上被後方來襲的倫敦塔及米蘭機場超越下取得第三。
6月繼續以安田紀念作為目標，比賽初段隨即急劇內閃搶佔位置，保持在第三附近展開推進，但在直路上一直未能展開加速下逐漸後退，最終以第九落敗。而根據賽後研訊，雖然賽會認為其斜行構成妨礙，但並未有貶低火之呼喚的名次，而是對騎師武豐做出停賽1個賽馬日及賽駒需要重新接受出閘測試。
進入秋季後，其以富士錦標作為熱身但取得包尾第十七，年末的阪神盃亦以第十落敗。

### 7歲
2020年首戰為公開賽紅寶石錦標，然而未能發揮表現下僅跑獲第七，其後在表列賽淀短距離錦標亦以第七完賽。
3月出戰三級賽阪急盃，繼續處於頹勢下以第十七大敗，其後休養至年末轉戰泥地賽事銀河錦標，取得第五的戰績。

### 8歲
2021年繼續現役，但本年度毫無表現，出戰三場賽事均取得兩位數的戰績。
9月11日在危宿三以第十六大敗後，陣營決定安排其退役。

### 詳細賽績
| 日期       | 舉辦國家 | 馬場 | 距離   | 級別 | 賽事名稱       | 負重 | 騎師       | 馬號 | 出馬 | 名次 | 時間   | 頭馬（二馬）   |
| ---------- | -------- | ---- | ------ | ---- | -------------- | ---- | ---------- | ---- | ---- | ---- | ------ | -------------- |
| 12/9/2015  | 日本     | 阪神 | 草1600 |      | 2歲新馬        | 54   | 濱中俊     | 1    | 11   | 3    | 1:35.4 | 天域龍馬       |
| 3/10/2015  | 日本     | 阪神 | 草1800 |      | 2歲未勝利      | 55   | 濱中俊     | 10   | 12   | 6    | 1:48.6 | Jun Vulcan     |
| 15/11/2015 | 日本     | 京都 | 草1600 |      | 2歲未勝利      | 55   | 莫雅       | 3    | 10   | 1    | 1:36.2 | （Pittsburgh） |
| 27/12/2015 | 日本     | 阪神 | 草1600 |      | 千兩賞         | 55   | 秋山真一郎 | 7    | 10   | 4    | 1:36.9 | 七色線         |
| 10/1/2016  | 日本     | 京都 | 草1600 | GIII | 新山紀念       | 56   | 濱中俊     | 6    | 18   | 1    | 1:34.1 | （Jeweler）    |
| 17/12/2017 | 日本     | 阪神 | 草1600 |      | 元町錦標       | 57   | 濱中俊     | 5    | 17   | 7    | 1:34.2 | Mieno Succeed  |
| 13/1/2018  | 日本     | 京都 | 草1600 |      | 新春錦標       | 57   | 濱中俊     | 3    | 9    | 2    | 1:36.4 | Angel Face     |
| 3/2/2018   | 日本     | 東京 | 草1600 |      | 節分錦標       | 57   | 內田博幸   | 6    | 16   | 1    | 1:33.9 | 沐浴愛河       |
| 25/3/2018  | 日本     | 阪神 | 草1600 | OP   | 六甲錦標       | 56   | 濱中俊     | 4    | 10   | 1    | 1:32.9 | 意式美食       |
| 22/4/2018  | 日本     | 京都 | 草1600 | GII  | 讀賣盃         | 56   | 川田將雅   | 8    | 14   | 7    | 1:32.3 | 白日彗星       |
| 22/7/2018  | 日本     | 中京 | 草1600 | GIII | 中京紀念       | 56   | 濱中俊     | 12   | 16   | 2    | 1:32.4 | 大倫敦         |
| 9/9/2018   | 日本     | 中山 | 草1600 | GIII | 京成盃秋季讓賽 | 56.5 | 濱中俊     | 2    | 15   | 3    | 1:32.6 | Mikki Glory    |
| 20/10/2018 | 日本     | 東京 | 草1600 | GIII | 富士錦標       | 56   | 李慕華     | 8    | 18   | 1    | 1:31.7 | （One to One） |
| 18/11/2018 | 日本     | 京都 | 草1600 | GI   | 一哩冠軍賽     | 57   | 杜滿樂     | 7    | 18   | 14   | 1:33.9 | 絕嶺之峽       |
| 3/2/2019   | 日本     | 東京 | 草1600 | GIII | 東京新聞盃     | 57   | 橫山典弘   | 10   | 15   | 9    | 1:32.5 | 冠軍車手       |
| 24/2/2019  | 日本     | 阪神 | 草1400 | GIII | 阪急盃         | 56   | 橫山典弘   | 3    | 18   | 3    | 1:20.7 | 醒目奧丁       |
| 24/3/2019  | 日本     | 中京 | 草1200 | GI   | 高松宮紀念     | 57   | 李慕華     | 12   | 18   | 8    | 1:07.8 | 曲調夫子       |
| 11/5/2019  | 日本     | 東京 | 草1400 | GII  | 京王盃春季盃   | 56   | 戶崎圭太   | 6    | 15   | 3    | 1:19.5 | 倫敦塔         |
| 2/6/2019   | 日本     | 東京 | 草1600 | GI   | 安田紀念       | 58   | 武豐       | 16   | 16   | 9    | 1:31.4 | 冠軍車手       |
| 19/10/2019 | 日本     | 東京 | 草1600 | GIII | 富士錦標       | 57   | 武豐       | 15   | 18   | 17   | 1:34.2 | 樸素無華       |
| 21/12/2019 | 日本     | 阪神 | 草1400 | GII  | 阪神盃         | 57   | 橫山典弘   | 12   | 18   | 10   | 1:20.8 | 放聲歡呼       |
| 6/1/2020   | 日本     | 中山 | 草1200 | OP   | 紅寶石錦標     | 59   | 文力威     | 2    | 11   | 7    | 1:08.9 | 淡紫色         |
| 11/1/2020  | 日本     | 京都 | 草1200 | L    | 淀短距離錦標   | 59   | 李慕華     | 11   | 15   | 7    | 1:10.3 | 訂做迷         |
| 1/3/2020   | 日本     | 阪神 | 草1400 | GIII | 阪急杯         | 56   | 岩田康誠   | 11   | 18   | 17   | 1:21.8 | Best Actor     |
| 27/12/2020 | 日本     | 阪神 | 泥1400 | OP   | 銀河錦標       | 57   | 吉田隼人   | 15   | 16   | 5    | 1:24.4 | 荒漠颶風       |
| 29/5/2020  | 日本     | 東京 | 泥1400 | OP   | 櫸錦標         | 59   | 內田博幸   | 8    | 16   | 14   | 1:25.2 | Tagano Beauty  |
| 25/7/2020  | 日本     | 新潟 | 草1000 | GIII | 夏季短途錦標   | 57   | 藤岡康太   | 17   | 16   | 退賽 | 退賽   | All at Once    |
| 22/8/2020  | 日本     | 小倉 | 草1200 | GIII | 北九州紀念     | 56   | 秋山真一郎 | 5    | 18   | 18   | 1:09.3 | 好加好         |
| 11/9/2020  | 日本     | 中京 | 泥1400 | L    | 危宿三錦標     | 59   | 松田大作   | 1    | 16   | 16   | 1:25.6 | 碧翠殿下       |

## 退役後
退役後，火之呼喚成為了配種馬，於北海道日高町凡爾賽牧場休養，在2021年進行配種。首批子嗣在2022年出生。首批子嗣可於2024年出賽。
2024年5月31日由配種馬退役，在同地進行養老生活。

## 血統簡介
父系真心呼喚為日本賽駒，生涯戰績優秀，曾於2005年有馬紀念擊敗無敗三冠馬大震撼奪得冠軍，亦於其後贏得杜拜司馬經典賽。祖父週日寧靜是美國三冠賽雙料冠軍馬，退役後在日本配種，在日本馬壇相當成功，贏得多項分級賽事，其子嗣贏得巨額獎金。
母系Dream Moment為英國生產的日本賽駒，生涯三戰全敗。外祖父Machiavellian為美國出生的法國賽駒，生涯戰績優秀，曾勝出一級賽莫尼大賽及撒拉曼德大賽。

### 血統表
| 父線：週日寧靜系（Halo系）                          |                              |               |                    |
| 種馬 真心呼喚 2001年（棗色）                        | 週日寧靜 1986年（棕色）      | Halo          | Hail to Reason     |
| 種馬 真心呼喚 2001年（棗色）                        | 週日寧靜 1986年（棕色）      | Halo          | Cosmah             |
| 種馬 真心呼喚 2001年（棗色）                        | 週日寧靜 1986年（棕色）      | Wishing Well  | Understading       |
| 種馬 真心呼喚 2001年（棗色）                        | 週日寧靜 1986年（棕色）      | Wishing Well  | Mountain Flower    |
| 種馬 真心呼喚 2001年（棗色）                        | Irish Dance 1990年（棗色）   | 東來兵        | Lampala            |
| 種馬 真心呼喚 2001年（棗色）                        | Irish Dance 1990年（棗色）   | 東來兵        | Severn Bridge      |
| 種馬 真心呼喚 2001年（棗色）                        | Irish Dance 1990年（棗色）   | Buper Dance   | 利法爾             |
| 種馬 真心呼喚 2001年（棗色）                        | Irish Dance 1990年（棗色）   | Buper Dance   | My Bupers          |
| 繁殖雌馬 Dream Moment 2005年（棗色）                | Machiavellian 1987年（棗色） | 淘金者        | Raise A Native     |
| 繁殖雌馬 Dream Moment 2005年（棗色）                | Machiavellian 1987年（棗色） | 淘金者        | Gold Digger        |
| 繁殖雌馬 Dream Moment 2005年（棗色）                | Machiavellian 1987年（棗色） | Coup de Folie | Halo               |
| 繁殖雌馬 Dream Moment 2005年（棗色）                | Machiavellian 1987年（棗色） | Coup de Folie | Raise the Standard |
| 繁殖雌馬 Dream Moment 2005年（棗色）                | Dream Ticket                 | 單色          | 北地舞人           |
| 繁殖雌馬 Dream Moment 2005年（棗色）                | Dream Ticket                 | 單色          | Pas de Nom         |
| 繁殖雌馬 Dream Moment 2005年（棗色）                | Dream Ticket                 | Capo di Monte | Final Straw        |
| 繁殖雌馬 Dream Moment 2005年（棗色）                | Dream Ticket                 | Capo di Monte | Burghclere         |
| 雌系：Highclere系（號族：2-f）                      |                              |               |                    |
| 五代內近親交配：Halo 3×4、北地舞人 5×4、Natalma 5×5 |                              |               |                    |

## 命名由來
名字中，Logi（ロジ）為馬主久米田正明之冠名，出自其所經營的公司Logiflex Co.，而此字同時在古北歐語中，亦帶有火焰的意思；Cry（クライ）則繼承自父系真心呼喚之名字，香港結合兩部分，以「火之呼喚」作為翻譯。

## 外部連結
- 火之呼喚 netkeiba.com （页面存档备份，存于）
- 血統表